# Contestations post-électorales de 2014 au Pakistan

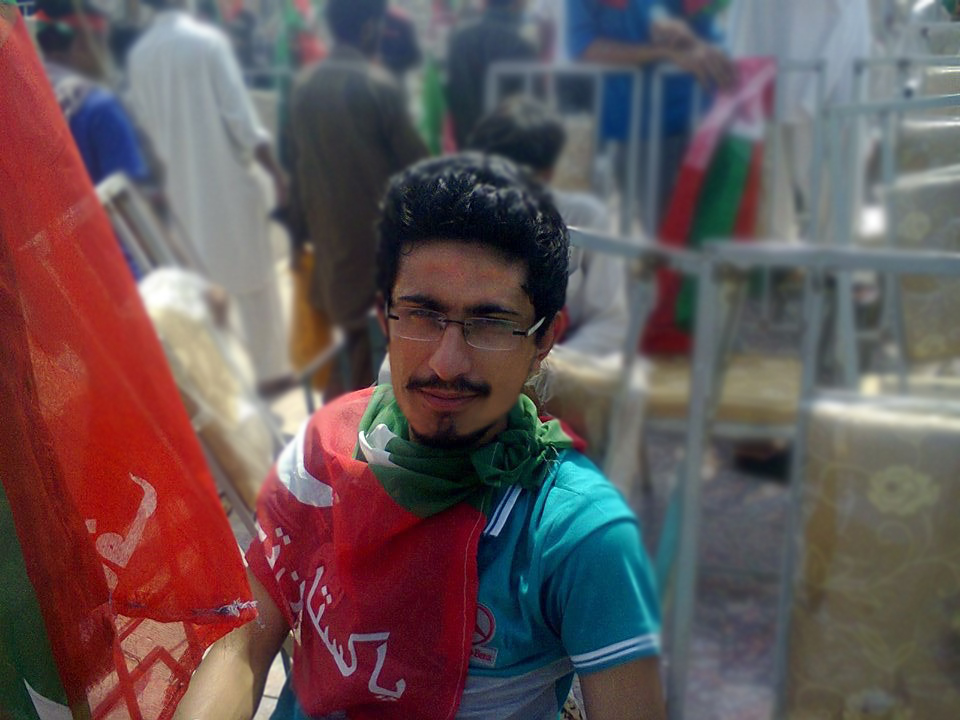
Militant du Mouvement du Pakistan pour la justice lors de la marche Azadi.

Les contestations post-électorales de 2014 au Pakistan désignent deux mouvements qui se sont joints pour dénoncer des irrégularités lors des élections législatives du 11 mai 2013. Il s'agit de deux marches distinctes mais coordonnées, menées par l'opposant Imran Khan pour la « marche Azadi » et par le théologien Mohammad Tahir ul-Qadri pour la « marche Inqilab ». 
Le mouvement est surtout initié par Imran Khan, qui annonce sa mise en place le 22 avril 2014 après l'épuisement des recours judiciaires sur les résultats litigieux de 55 circonscriptions du Pendjab. Les deux marches s'élancent le 14 août 2014 de Lahore puis rejoignent Islamabad le 16 août, avant d’entamer une occupation de l'avenue de la Constitution à proximité des principales institutions politiques du pays. Les rassemblements compteraient entre 100 000 et un million de personnes. Des affrontements ponctuels ont lieu avec les forces de l'ordre, comme par exemple lorsque des groupes de partisans de l'opposition tentent de rejoindre le siège du Premier ministre Nawaz Sharif. Au total, près de 33 morts et une centaine de blessés sont à déplorer.
Imran Khan demande dans un premier temps l'organisation d'une commission d'enquête indépendante sur les fraudes électorales, ainsi qu'une réforme de la loi électorale. Face au refus du gouvernement, il demande ensuite sa démission et l'organisation d'une élection anticipée. Après quatre mois de mobilisation, l'opposant met fin au mouvement le 17 décembre 2014 à la suite du massacre de l'école militaire de Peshawar, l'attaque terroriste la plus violente de l'histoire du pays, dans le but affiché de sauvegarder « l'unité nationale ».